# 桂米治郎
桂 米治郎（かつら よねじろう、1924年4月9日 - 2007年6月26日）は、上方落語の落語家（上方噺家）。本名∶林 修（はやし おさむ）。
京都生まれで、戦後の1949年10月、4代目桂米團治に入門した。宝塚若手落語会に出演するなど活動していたが昭和30年代に引退した。
京都のアマチュアの落語会や特別な会に出演していた。『書割盗人』『口合根間』などの珍しいネタを後世に伝えた。師匠連から受け継いだ古い演出方法をそのまま演じていた。